# 鳥越まあや
鳥越 まあや（とりごえ まあや、12月21日 - ）は、日本の女性声優、ナレーター。岡山県出身。リマックス所属。

## 人物
趣味にはゴスペルとひよこグッズ集め、特技には詩舞と読み聞かせをそれぞれ挙げている。
資格は日本漢字能力検定2級、実用英語技能検定3級、日本農業技術検定上級、原動機付自転車免許をそれぞれ持っている。

## 出演
太字はメインキャラクター。

### テレビアニメ
2018年
- メガロボクス（女の子）

2019年
- フルーツバスケット（女性客、草摩の女性）
- 炎炎ノ消防隊（アナウンス）
- ファンタシースターオンライン2 エピソード・オラクル（2019年 - 2020年、オペレーター、アークス）
- バビロン（キャスター）
- 星合の空（留守電メッセージ）

2020年
- とある科学の超電磁砲T（研究者）
- あひるの空（かしの木園の生徒）
- 炎炎ノ消防隊 弐ノ章（ナターシャ）

2021年
- Re:ゼロから始める異世界生活（娘）
- スケートリーディング☆スターズ（アナウンス）
- 無職転生 〜異世界行ったら本気だす〜（ヴェスケル）
- セブンナイツ レボリューション -英雄の継承者-（侍女）
- BLUE REFLECTION RAY/澪（クリスタル少女）

2022年
- 乙女ゲー世界はモブに厳しい世界です（友達）
- よふかしのうた（映画女優）

2023年
- 解雇された暗黒兵士（30代）のスローなセカンドライフ（アドニス）
- シュガーアップル・フェアリーテイル（観衆）
- 機動戦士ガンダム 水星の魔女（アナウンス）
- ラグナクリムゾン（女性たち、街の人々）
- ビックリメン（母A）

2024年
- 烏は主を選ばない（遊女）
- 神は遊戯に飢えている。（運営）
- 魔導具師ダリヤはうつむかない（第一夫人〈グイード母〉）
- やり直し令嬢は竜帝陛下を攻略中（シャーロット・サーヴェル）

2025年
- 妖怪学校の先生はじめました!（神酒虎子）
- どうせ、恋してしまうんだ。（西野花帆）
- 鬼人幻燈抄（店の者）
- ボールパークでつかまえて!（飯島の母）

### 劇場アニメ
- 劇場版Infini-T Force/ガッチャマン さらば友よ（2018年、女性オペレーター）
- モンスターストライク THE MOVIE ルシファー 絶望の夜明け（2020年、ぜつぼうくん）
- デジモンアドベンチャー02 THE BEGINNING（2023年、女性アナウンサー）

### Webアニメ
- ビクマっ娘!（2018年、なーち、まくた）
- モンスターストライク（2018年、ぜつぼうくん、竹中半兵衛）
- TIGER & BUNNY 2（2022年、女性客）

### ゲーム
時期不明
- アラド戦記
- イナズマイレブンAC
- グランブルーファンタジー
- The Elder Scrolls Online
- Shadowverse
- 帝国戦記

2015年
- オーバーウォッチ

2017年
- A3!
- エンドライド -X fragments-（ミヤマネ）
- 【18】 キミト ツナガル パズル（セドナ、ラファエル）
- コード・オブ・ジョーカー ECHOES（天上剣士イズナ、邪龍アポピス、セクメト、エーオース）
- モンスターストライク（2017年 - 2025年、ハル、アンジェリア、ぜつぼうくん、竹中半兵衛、戊戌シバミィ、月麗、コウモリ猫仮装 しつぼうくん）
- ぷよぷよ!!クエスト（2017年 - 2022年、ソラ、ダビー、バルティ）
- ソラとウミのアイダ

2018年
- オルターレコードアジャストメント（細川ガラシャ）
- ファイトリーグ（迷菓職人泡立ミキ、カリスマ美容師バッサ・リー、革政のシュプレヒガールメグ）
- プリンセスコネクト!Re:Dive
- レゴ インクレディブル・ファミリー

2019年
- クイズRPG 魔法使いと黒猫のウィズ（リァノゥン・シー、ラプシヌプルクル）

2020年
- アサシン クリード ヴァルハラ（GUDRUN）

2021年
- 東方ダンマクカグラ（伊吹萃香）

2022年
- ヘブンバーンズレッド（2022年 - 2024年、柳美音、大島家の母〈初代〉）
- 無期迷途（女局長）

2024年
- ドラゴンクエストX 未来への扉とまどろみの少女 オンライン（アーミナ）

### ドラマCD
- プリンセスコネクト

### デジタルコミック
- パーフェクトワールド（dTV、2018年）
- 春と恋と君のこと（別冊マーガレット公式チャンネル、2020年、松山瑠々[28]）

### 吹き替え

#### 映画
- アポカリプスZ ～終末の始まり～
- マネー・ピット（アンナ・クロウリー〈シェリー・ロング〉）
- 7月22日（アンナ）
- セリーナ 炎の女（レーチェル・ハーマン〈アナ・ウラル〉、アガサ〈チャリティー・ウェイクフィールド〉）
- 否定と肯定（ローラ・タイラー〈カレン・ピストリアス〉）
- ニューヨーク、愛を探して（レイラ・チャップマン）
- オペレーション・メコン（ファンの恋人）
- ちいさな独裁者（ゲルダ）
- 悟空伝（阿月〈ジェン・シュアン〉）
- 運命の7秒（マリー・ヤブロンスキー〈ミッシェル・ヴェインティミラ〉[1]）
- フューチャーワールド（レイ〈マルガリータ・レヴィエヴァ〉）
- バハールの涙（ラミア〈ズュベイデ・ブルト〉）
- ジュラシック・ユニバース
- コードネーム エンジェル（ナタリー・ベン＝アロヤ）
- パーフェクション（アイリーン・ティアン〈ジャン・リー〉）
- マーベル・シネマティック・ユニバース
  - スパイダーマン:ファー・フロム・ホーム（女性記者2[29]）
  - スパイダーマン:ノー・ウェイ・ホーム[30]
  - アントマン&ワスプ:クアントマニア（男の子[31]）
- 殺人狂騒曲 第9の生贄（オリヴィア〈デイジー・ヘッド〉[32]）
- ワイルド・スピード/ジェットブレイク[33]
- ジュラシック・ワールド/新たなる支配者[34]
- リトル・マーメイド（マラ〈カロリナ・コンチェット〉[35]）
- パディントン 消えた黄金郷の秘密[36]
- リロ&スティッチ[37]

#### ドラマ
- アナザー・ライフ（オーガスト〈ブルー・ハント〉）
- FBI: 特別捜査班
- アメリカお宝鑑定団ポーンスターズ（ローワン、ボビー）
- 宇宙戦争（エイミー〈エレノア・トムリンソン〉[38]）
- ドクターズ 恋する気持ち（ユ・ユナ、ナム・ダル）
- 雲が描いた月明り（淑儀、ヨンウン）
- グッド・プレイス（シモーヌ、ぺヴィータ）
- NCIS: ニューオーリンズ シーズン3（女性客）
- THIS IS US/ディス・イズ・アス（思春期のソフィー）
- ディファイアント・ワンズ: ドレー&ジミー（ヴィッキー[1]）
- 七日の王妃（ユンの王妃）
- ジーニアス:ピカソ（シャネル、アリス）
- FAMOUS IN LOVE
- ブリジャートン家（ダフネ〈フィービー・ディネヴァー〉）
- ダイナスティ（アシュリー、ジュリエット）
- DEUCE/ポルノストリート in NY（アンドレア・マルティーノ〈ゾーイ・カザン〉）
- LUCIFER/ルシファー（レオナ）
- SUPERGIRL/スーパーガール シーズン3
- iゾンビ シーズン4（スキ）
- Unsolved: 未解決事件を開いて（テレサ、幼いトゥパック）
- ブラインドスポット タトゥーの女 シーズン4（ローリ）
- ロマノフ家の末裔 〜それぞれの人生〜（ミア・ザン）
- チェンバース: 邪悪なハート（マーニー〈サラ・メザノッテ〉）
- 恋人〜あの日聞いた花の咲く音〜（キョン・ウネ〈イ・ダイン〉）

#### アニメ
- レゴ フレンズ（ロキシー）
- ヴォルトロン（リザヴィ）
- おしゃれにナンシー・クランシー（マダム・ルシル）
- スター・ウォーズ：テイルズ・オブ・ジェダイ（村の女性）
- ブルーイ（ビンゴ）

#### その他
- 古代の宇宙人（キャロライン・コーリー）
- BIKER BATTLE 〜最強バイクビルダー決定戦〜

### ナレーション

#### CM
- メルシーフラワー（ラジオCM）
- ヒビノ（ラジオCM、横浜バー編、早押しクイズ編）
- 競輪オーロラビジョン

#### VP
- 三菱重工
  - 拠点紹介
  - 航空機事業部
- セブン銀行ATM
- 3M トイレクリーナー 店頭VP
- イオントップバリュ

#### その他
- 東京エレクトロン デバイス
- 本田技研工業
  - インバーター発電機シリーズ
  - 刈払機シリーズ・ブロア商品PR動画
- 三菱電機 ドライブナビ解説
- 電力中央研究所
- 富士通フロンテック
- ウエルシア薬局 10周年記念キャンペーン
- 相模原市 COOL CHOICE
- サインウェーブ ELST
- サブウェイ
- 資生堂 unocupデニス植野のフットサルジェスチャー講座
- エネコホールディングス ショールーム
- まるごと コーナータイトル（静岡第一テレビ）
- KUMONの幼児ムービー
- SBIいきいき少額短期保険
- 福島コンピューターシステム
- ミスミ in CARD
- FOXセレクション祭
- テレビショッピング研究所
- 三井ショッピングパークポイントカード（館内放送）
- 建研Ｗ-PC工法
- 日本トランスオーシャン航空　JTA機内マナービデオ（カラテファミリー）

### 舞台
- 田中真弓還暦ショー「還暦も山のにぎわい」

### その他コンテンツ
- 警視庁 外国人旅行客防犯DVD
- オペレッタ 振り付けビデオ
- グッドネーバーズ・ジャパン 親子でチャレンジ国際理解!ちびっこお絵描きコンテスト（マークの母）
- CRぱちんこウルトラセブン
- G1ドリーム